# Коронавірусна хвороба 2019 у Ліхтенштейні

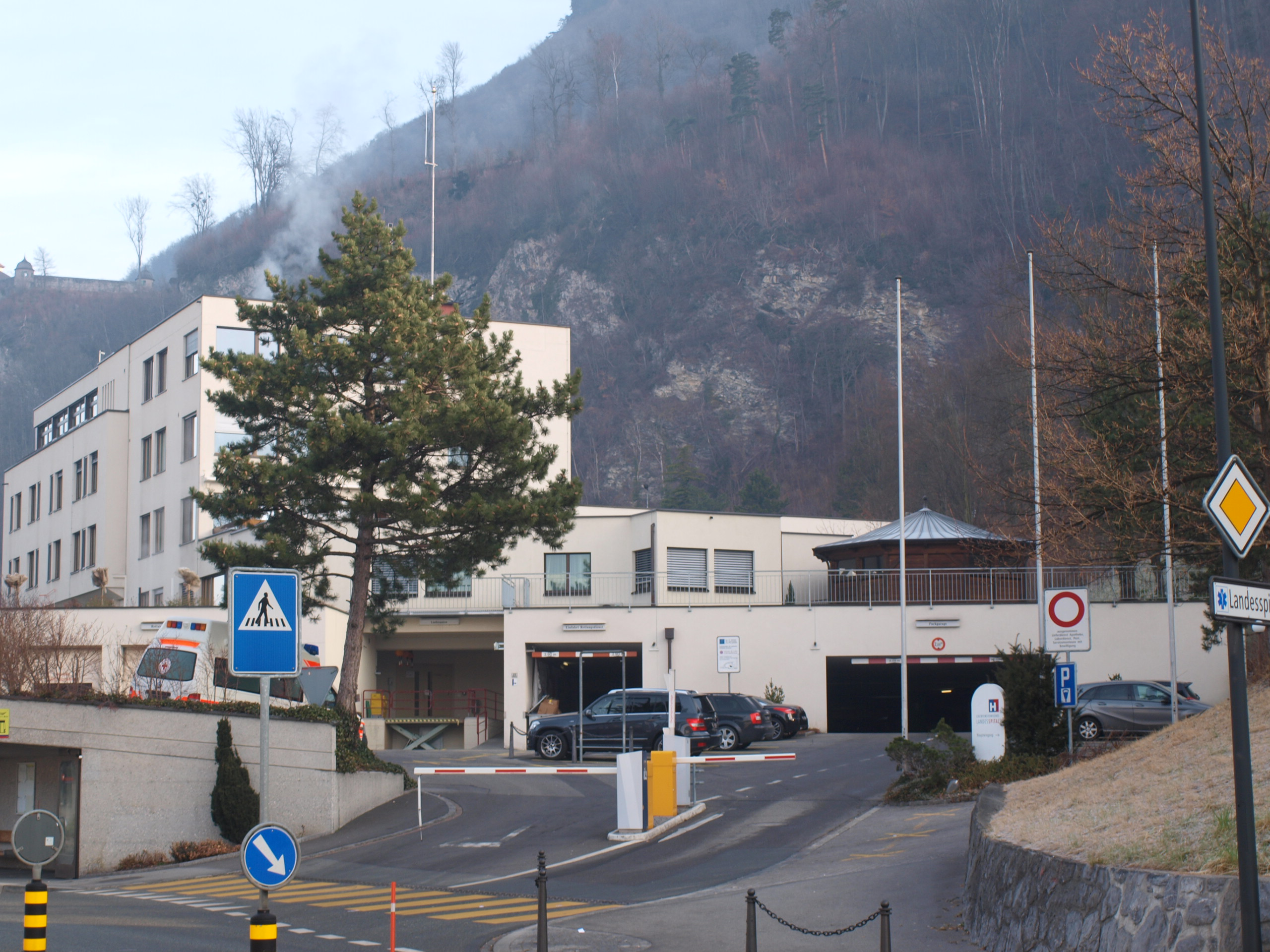
Ліхтенштейнська державна лікарня — головний лікувальний заклад для лікування хворих коронавірусною хворобою в Ліхтенштейні

Спалах коронавірусної хвороби 2019 у Ліхтенштейні — це поширення пандемії коронавірусної хвороби 2019 на територію Ліхтенштейну. Перший випадок у країні зареєстровано 3 березня в чоловіка, який повернувся з Швейцарії. Оскільки в країні на 31 грудня 2019 року загальна кількість населення становила лише 38749 осіб, у зв'язку з цим на 29 березня 2020 року один випадок коронавірусної інфекції припадав на 472 жителів країни.

## Хронологія

### Лютий 2020 року
11 лютого 2020 року уряд Ліхтенштейну створив спеціальний штаб з питань нового коронавірусу 2019-nCoV під керівництвом міністра з соціальних питань Мауро Педразіні, яка повинна стежити за розвитком подій навколо нового коронавіруса, та координуватиме введення необхідних заходів щодо запобігання його поширення в країні. 26 лютого повідомлено, що урядом країни ведеться підготовка до можливої появи в країні випадків коронавірусної хвороби, хоча випадків хвороби в країні не зареєстровано. 27 лютого уряд оголосив, що перші два підозрювані випадки на коронавірусну хворобу в країні отримали негативний результат обстеження на коронавірус. Окрім цього, для жителів країни розроблено кілька інтернет-сторінок для інформування про коронавірусну хворобу.

### Березень 2020 року
3 березня в країні зареєстровано перший випадок коронавірусної хвороби в молодого чоловіка, який контактував із хворим коронавірусною хворобою у Швейцарії. У нього за кілька днів з'явились симптоми хвороби, після чого він звернувся до державної лікарні, де йому підтвердили діагноз COVID-19. після підтвердження діагнозу його ізолювали в державній лікарні Ліхтенштейну.
16 березня уряд Ліхтенштейну оголосив про значні обмеження соціальної активності в країні, зокрема низку обмежувальних заходів на пересування, а також заборонив проведення в країні розважальних та масових заходів, а також закрив для відвідувачів місця відпочинку, з метою уповільнити поширення коронавірусної хвороби в країні. 17 та 21 березня уряд країни знову посилював карантинні заходи, зокрема 17 березня заборонено проведення спортивних змагань та закритий доступ до місця їх проведення, а 21 березня накладено нові обмеження на соціальні контакти.
21 березня представники поліції Ліхтенштейну повідомили, що станом на цей день 3 поліцейських обстежуються з приводу підозри на коронавірусну хворобу. Усі троє знаходяться на карантині. До 21 березня в країні виявлено 44 випадки коронавірусної хвороби.
23 березня повідомлено про, що в країні зареєстровано 51 випадок коронавірусної хвороби. Уряд країни оголосив, що збільшить кількість ліжок в лікарнях країни, а також створить новий лабораторний центр.
25 березня повідомлено, що коронавірусна хвороба діагностована в 53 жителів Ліхтенштейну.

### Квітень 2020 року
4 квітня уперше в Ліхтенштейні помер хворий від коронавірусної хвороби.